# Elke Lang
Elke Lang (* 29. Oktober 1952 in Wiesbaden; † 12. Januar 1998 in Hamburg) war eine deutsche Schauspielerin, Bühnenbildnerin und Regisseurin.

## Leben und Wirken
Elke Lang wuchs als einziges Kind der Sekretärin Irmgard Lang und des Hausmeisters Albert Lang in Wiesbaden auf. Sie besuchte die Grundschule, die Droste-Hülshoff-Realschule und anschließend das Gymnasium. Als Statistin bekam sie im Hessischen Staatstheater den ersten Kontakt zum Theater. Im Sommer 1969 war sie das erste Mal in Italien, wo sie ihre erste große Liebe kennenlernte, einen Apotheker, mit dem sie sich 1970 verlobte. Der Wunsch, Schauspielerin zu werden und nicht als Apothekersgattin nach Sardinien zu gehen, ließ das Verlöbnis platzen. Von 1972 bis 1974 studierte sie Schauspiel an der Otto-Falckenberg-Schule in München. Sie war in einer Klasse mit Josef Bierbichler, Pola Kinski und Franziska Walser.
Von 1974 bis 1975 folgte ihr erstes Engagement an den Städtischen Bühnen Augsburg. Von 1975 bis 1976 war sie am Südostbayerischen Städtetheater unter Klaus Schlette. 1976 holte sie Hans Hollmann für seine beiden letzten Spielzeiten an das Theater Basel. Dort feierte sie ihren Durchbruch mit der Genevieve in Stern auf der Stirn von Raymond Roussel (Inszenierung: Hans Hollmann). Im Dezember 1978 ging sie für die Uraufführung von Traummörder – Edgar Allan Poe meets Peter Kürten von W.-C. Schröder (Regie: Ulrich Heising) ans Deutsche Schauspielhaus nach Hamburg. Im Juni 1979 spielte sie in der Räuber-Inszenierung von Roland Schäfer an der Berliner Schaubühne. Peter Stein, der die Regie übernahm, empfahl ihr, Verkäuferin bei Woolworth zu werden. Durch die Beziehung zu dem Bühnenbildner Erich Wonder und die langjährige Freundschaft zum Schweizer Dichter Jürg Laederach wurde der Wunsch, Regisseurin zu werden, stark befördert.

### 1980 bis 1990
Im März 1980 spielte sie verschiedene Rollen in „Faust I und II“ (Regie: Hans Hollmann) am Hamburger Thalia Theater. Dann folgte im Mai 1980 das erste eigene und selbst finanzierte Projekt: Die Zofen zusammen mit Monica Bleibtreu in der Druckerei Dankert, Hamburg. Im September 1980 spielte sie die Marie in Büchners Woyzeck als Partnerin von Peter Striebeck bei dessen Einstand als Thalia-Intendant (Regie: Michael Gruner).
Im Juni 1981 produzierte Lang als Regisseurin, Bühnenbildnerin und Schauspielerin wieder in der ehemaligen Druckerei Dankert das Stück Laure. Der Regisseur Günter Krämer holte sie als Schauspielerin und Regisseurin ans Württembergische Staatstheater nach Stuttgart. Im Herbst 1981 folgte die Übersiedelung nach Stuttgart und der Beginn einer langjährigen Freundschaft mit dem Choreografen William Forsythe und den Regisseuren Molly Davies und Ulrich Waller. Im Oktober 1981 trat sie in Klavierspiele von Friederike Roth (R(egie)/B(ühne) und S(chauspielerin) auf. 1982 spielte sie die Titelrolle in Maria Stuart von Schiller (Regie: Günter Krämer), sie inszenierte „Unter Aufsicht“ von Genet (R/B), spielte in Katastrophe von Samuel Beckett (S/B, Regie: Günter Krämer), machte das Bühnenbild für Ritt auf die Wartburg von Friederike Roth (B/Regie: Günter Krämer) und inszenierte selbst Katastrophe (R und B) am Theater am Turm in Frankfurt. In diese Zeit fiel der Beginn einer engen Freundschaft mit dem Dramaturgen Tom Stromberg. 1983 kamen Auftritte und Regiearbeiten in Der jüngste Tag von Ödön von Horváth (S/Regie: Günter Krämer), für Eisenherz von Gerlind Reinshagen (R) am Schauspiel Frankfurt und in der Uraufführung von Das kurze Leben der Schneewolken von Wolfgang Bauer dazu (Co-R/B+S/Regie: Ulrich Waller), bevor sie nach Frankfurt übersiedelte und dort mit ihrer Lehrtätigkeit an der Hochschule für darstellende Kunst begann.
Im Mai 1984 inszenierte sie Mercedes von Brasch (R/B) am Schauspiel Frankfurt und im Dezember 1984 Herzschmerz (R/B), ein Projekt am Ballett Frankfurt von Forsythe. Orgia von Pasolini (R/B+S) am Schauspielhaus Wien war im März 1985 der Beginn eines  Arbeitskontaktes zu dessen Leiter Hans Gratzer. Im Mai 1985 spielte sie Die Sekretärin und das Tier von Laederach (UA/Regie: Erik Adler) auf dem Münchner Theaterfestival. Im Oktober 1985 inszenierte sie  Shelley von Oates (R) am TaT in Frankfurt. Es folgte im Februar 1986 KüsseBisseRisse, ein Projekt über Männer, zusammen mit Ulrich Waller (UA/R/B) am Schauspielhaus Wien. Mit annähernd 150 Aufführungen in Wien, Nürnberg, Frankfurt (TaT), Hamburg (Kampnagelfabrik) und Zürich (Zürcher Theater Spektakel) war das ihre erfolgreichste Inszenierung.
Im Oktober 1986 begann ihre Arbeit am neu formierten TaT in Frankfurt mit Nur Du von Waller (UA/R/B). Es folgten Quartett von H. Müller (S), Paris... von Jo Straeten (eine Adaption der „Gefährlichen Liebschaften“/UA/R+S) und die Inszenierung von Die Möwe von Tschechow (R/B). Nach dieser Arbeit wurde sie feste Regisseurin und de facto Oberspielleiterin. Sie leitete das Theater zusammen mit Christoph Vitali, Tom Stromberg und Ulrich Waller. 1988 folgte die Neuinszenierung von Orgia von Pasolini (R/B+S), Sieben Türen von Botho Strauß (R+S/Co-Regie: Ulrich Waller) und  1989 Gespenster von Ibsen (R/B), sowie die Inszenierung des Projekts Die andere Uhr zusammen mit der Bühnenbildnerin Xenia Hausner und der Dramaturgin Ursula Keller (UA/R).

### 1990 bis 1998
Im Frühjahr 1990 löste sie ihren Vertrag mit dem TaT und zog im Sommer nach Berlin. Sie wurde feste Regisseurin und Schauspielerin am neuformierten Schillertheater (Leitung Kirchner/Clauß/Lang/Sturm). Im September 1990 holte sie Frank Baumbauer für „Worte sind Worte. Küsse sind Küsse“ ein Musset-Marivaux-Projekt (R) zusammen mit R. Lilienthal ans Stadttheater Basel. Im Oktober 1990 spielte sie in Faust (S/Regie: Alfred Kirchner) am Schillertheater in Berlin, im Januar 1991 inszenierte sie Davon geht die Welt nicht unter von Ulrich Waller (UA/R/B) im Ballhaus Rixdorf als Projekt des Schillertheaters mit den Schauspielern Thomas Schendel, Christiane Leuchtmann und Suzanne von Borsody  und zuletzt im Mai 1991 Immer von Dir (UA/R/B) am TaT Frankfurt. Im Oktober 1991 brach sie die Proben zu Kasimir und Karoline von Horváth am Schlossparktheater ab und verließ Berlin. Im April 1992 spielte sie die Titelrolle in Ann Portuigese von Barnes (UA/Regie: Hans Gratzer) am Schauspielhaus Wien und im Dezember 1992 Krankheit Tod von Duras (R/B/+S) wiederum am TaT in Frankfurt. Im März 1993 inszenierte sie Schwester Angelika als Mittelteil von Puccinis Triptychon neben Reinhild Hoffmann und Renate Ackermann an der Oper Bonn. Sie kehrte zurück nach Hamburg und wurde Ensemble-Mitglied des Deutschen Schauspielhauses unter Frank Baumbauer.
1993 spielte sie die Kassandra in Shakespeares Troilus und Cressida (Regie: Leander Haußmann), und  1994 inszenierte sie Gerettet von Bond, Der Mann im Flur von Duras (R/B+S) am Schauspielhaus Wien und spielte im Oktober 1994 in Josephs Töchter von Ellert (UA/S/Regie: Jossi Wieler) am Schauspielhaus Hamburg. Im Februar 1995 folgte die zweite Opernregie: Die Zauberflöte von Mozart an der Oper der Stadt Wuppertal.
Im April 1995 folgten Zapping von Ulrich Waller (R), ein Projekt mit Schauspielschülern in der Kampnagelfabrik Hamburg und Der Menschenfeind von Molière (S/Regie: Werner Schroeter) am Schauspielhaus Hamburg. Im September 1995 spielte sie ebenfalls am Schauspielhaus die Mascha in Drei Schwestern von Tschechow (Regie: Harald Clemen). Im Dezember 1995 inszenierte sie an derselben Bühne „Nach dem Regen“ von Belbel (DE). Ab März 1996 spielte sie die Titelrolle in Fräulein Stefan von Laederach (Regie: Ulrich Waller) an den Hamburger Kammerspielen (HK), und im April 1996 führte sie Regie bei Scherben von Arthur Miller (HK). Während der Proben erkrankte sie an Krebs und wurde nach der Premiere operiert.
Im September 1996 spielte sie die Maria in Shakespeares Was ihr wollt (Regie: Karin Beier) am Deutschen Schauspielhaus. Am 14. Oktober 1996 Heirat mit Ulrich Waller. Im November 1996 gastiert sie mit Fräulein Stefan in Wien, ein fulminanter Erfolg. Im Mai 1997 inszeniert sie Sommergäste von Gorki am Hamburger Schauspielhaus und im Oktober 1997 Woyzeck von Büchner (R/B) am Hessischen Staatstheater Wiesbaden. Im November 1997 spielt sie die Merteuil in Quartett von Müller (Regie: Eduard Erne/HK).

### Letzte Inszenierung
Die Inszenierung von Büchners Dantons Tod am Deutschen Schauspielhaus in Hamburg, deren Premiere für den 14. Februar 1998 vorgesehen war, konnte sie nicht mehr vollenden. Am 12. Januar 1998 starb sie auf dem Heimweg von einer Abendprobe. Am Vorabend stand sie als Kaleria in ihrer eigenen Inszenierung der Sommergäste zum letzten Mal auf der Bühne. Am 18. Januar fand die Trauerfeier in den Hamburger Kammerspielen statt. 
Am 24. Januar wurde sie auf dem Friedhof von San Gusmè in der Nähe von Siena in Italien  begraben.